# Trichomycterus mimonha
Trichomycterus mimonha är en fiskart som beskrevs av Costa 1992. Trichomycterus mimonha ingår i släktet Trichomycterus och familjen Trichomycteridae. Inga underarter finns listade i Catalogue of Life.